# Pir meu cori alligrari
Pir meu cori alligrari è una canzone di Stefano Protonotaro, giuntaci nella sua veste linguistica originaria, in volgare siciliano. È contenuta nell'Arte del rimare del letterato cinquecentesco Giovanni Maria Barbieri, il quale la riportò fedelmente traendola da un manoscritto, oggi perduto, nel quale le composizioni della scuola siciliana non erano state, come di consueto, toscanizzate nella veste linguistica.

Santorre Debenedetti dimostrò nel 1932 l'autenticità della canzone (considerata dal Gaspary e dal De Bartholomaeis un falso); recentemente, Glauco Sanga ha ipotizzato che la canzone non sia stata composta originariamente in siciliano. La questione rimane ancora aperta, anche perché manca un'edizione critica delle carte di Giovanni Maria Barbieri.